# Giron
Giron – miejscowość i gmina we Francji, w regionie Owernia-Rodan-Alpy, w departamencie Ain.

## Demografia
Według danych na styczeń 2012 r. gminę zamieszkiwało 175 osób, a gęstość zaludnienia wynosiła 18,6 osób/km².